# Андерсон, Ричард Аллен
Младший капрал Ричард Аллен Андерсон (англ. Richard Allen Anderson; 16 апреля 1948 — 24 августа 1969) — американский морской пехотинец, посмертно награждённый медалью Почёта за свои героические действия при выполнении служебного долга в августе 1969 года в ходе Вьетнамской войны.
24 августа 1969 года взвод Андерсона попал в засаду близ военной базы «Вандергрифт» в провинции Куангчи. В начале боя Андерсон был ранен, но вёл огонь на подавление по северовьетнамским солдатам. Когда ополченец бросил в американцев гранату Андерсон бросился на неё и спас жизнь другого морского пехотинца.

## Биография
Андерсон родился 16 апреля 1948 года в г. Вашингтон. В детстве он переехал вместе с родителями в г. Хьюстон, штат Техас. Там, в мае 1966 года он окончил хай-скул M.B. Smiley и затем полтора года проучился в младшем колледже Сан-Хасинто в г. Пасадена, штат Техас.
8 апреля 1968 года Андерсон вступил в ряды корпуса морской пехоты. По завершении рекрутской подготовки во втором батальоне базы подготовки рекрутов Сан-Диего, штат Калифорния получил индивидуальную боевую подготовку в первом батальоне второго учебного пехотного полка базы морской пехоты Кэмп-Пендлтон, штат Калифорния и вернулся в Сан-Диего, чтобы пройти обучение в Морской школе. 1 июля 1968 года он получил звание рядового первого класса.
Андерсон закончил свою подготовку в октябре 1968 года и был направлен на Дальний Восток, где вступил в отряд 1 временный служебный батальон девятой механизированный десантной бригады морской пехоты.
В ноябре 1968 года он был перенаправлен в третью дивизию морской пехоты находящуюся в Республике Вьетнам, сначала служил стрелком в роте D первого батальона, 4-го полка морской пехоты. В январе 1969 года он стал разведчиком и позднее заместителем командира команды огневой поддержки роты Е третьего разведывательного батальона третьей дивизии морской пехоты. 1 июня 1969 года он был повышен в звании до младшего капрала.
24 августа 1969 года он погиб в бою примерно в 12 милях к северо-западу от базы «Вандергифт» провинции Куангчи.

## Награды
| A light blue ribbon with five white five pointed stars | |
|                                                        | Бронзовая звезда за службу · Бронзовая звезда за службу · Бронзовая звезда за службу · Бронзовая звезда за службу |

| медаль Почёта                           | Пурпурное сердце                                                                       | Боевая ленточка             |
| Медаль «За службу национальной обороне» | Медаль «За службу во Вьетнаме» с четырьмя 3/16 дюймовыми бронзовыми звёздами за службу | Медаль вьетнамской кампании |

### Наградная запись к медали Почёта
За выдающуюся  храбрость и отвагу, проявленные с риском для жизни при выполнении и перевыполнении долга службы на посту заместителя командира огневой команды роты Е третьего разведывательного батальона третьей дивизии морской пехоты в связи с боевыми действиями против вооружённого противника в Республике Вьетнам. Во время патрулирования ранним утром 24 августа 1969 года разведотряд младшего капрала попал под плотный дождь автоматического и пулемётного огня превосходящего по численности и хорошо замаскировавшегося противника. Несмотря на болезненные ранения в  обе ноги и удара об землю в начальные моменты ожесточённой перестрелки младший капрал Андерсон занял позицию и продолжил вести плотный подавляющий огонь в попытке отразить атакующих. Мгновениями спустя он был ранен второй раз вражеским солдатом, приблизившимся на восемь футов к позиции отряда. Андерсон продолжал бесстрашно вести неумолимый огонь по противнику даже когда товарищ обрабатывал его раны на ногах. Увидев, что вражеская ручная граната приземлилась между ним и другим морским пехотинцем, младший капрал Андерсон немедленно перекатился и накрыл смертоносный снаряд своим телом, поглотив всю мощь взрыва. Своим неукротимым мужеством, вдохновляющей инициативой и самоотверженным посвящением долгу младший капрал Андерсон способствовал спасению нескольких морских пехотинцев от серьёзных ранений или возможной смерти. Его действия поддержали высочайшие традиции корпуса морской пехоты и военно-морского министерства. Он храбро отдал свою жизнь на службе своей стране.
/подп/Ричард М. Никсон
Оригинальный текст (англ.)
For conspicuous gallantry and intrepidity at the risk of his life above and beyond the call of duty while serving as an Assistant Fire Team Leader with Company E, 3rd Reconnaissance Battalion, 3rd Marine Division, in connection with combat operations against an armed enemy in the Republic of Vietnam. While conducting a patrol during the early morning hours of 24 August 1969, Lance Corporal Anderson's reconnaissance team came under a heavy volume of automatic weapons and machine gun fire from a numerically superior and well-concealed enemy force. Although painfully wounded in both legs and knocked to the ground during the initial moments of the fierce fire fight, Lance Corporal Anderson assumed a prone position and continued to deliver intense suppressive fire in an attempt to repulse the attackers. Moments later he was wounded a second time by an enemy soldier who had approached to within eight feet of the team's position. Undaunted, he continued to pour a relentless stream of fire at the assaulting unit, even while a companion was treating his legs wounds. Observing an enemy hand grenade land between himself and the other Marine, Lance Corporal Anderson immediately rolled over and covered the lethal weapon with his body, absorbing the full effects of the detonation. By his indomitable courage, inspiring initiative, and selfless devotion to duty, Lance Corporal Anderson was instrumental in saving several Marines from serious injury or possible death. His actions were in keeping with the highest traditions of the Marine Corps and of the Department of the Navy. He gallantly gave his life in the service of his country.
/S/ Richard M. Nixon
— 